# Hernán Darío Gómez
Hernán Darío Gómez Jaramillo (Medellín, 3 febbraio 1956) è un allenatore di calcio ed ex calciatore colombiano, di ruolo centrocampista, attuale commissario tecnico della nazionalre salvadoregna.

## Carriera

### Giocatore
Hernán Darío Gómez inizia la sua carriera da calciatore professionista nella selezione giovanile del dipartimento di Antioquia, firmando nel 1975 con l'Independiente Medellín, squadra della sua città natale, tra le società più importanti del calcio colombiano. Le sue prestazioni come difensore e centrocampista gli permettono di vestire la maglia della selezione maggiore del dipartimento di Antioquia e della Colombia, con la quale partecipa ai Giochi centramericani e caraibici del 1978. Nel 1980 passa all'Atlético Nacional di Medellín, rivale cittadina della sua ex-squadra. Il suo ritiro da calciatore avviene nel 1984 a causa di un grave infortunio al ginocchio.

### Allenatore
Il ritiro dal calcio giocato non scoraggia Gómez che nel 1986, due soli anni dopo il suo abbandono della carriera di calciatore, diventa vice-allenatore di Francisco "Pacho" Maturana sia all'Atlético Nacional che nella nazionale di calcio della Colombia. Nel 1991, dopo l'esonero di Maturana, Gómez ne prende il posto prima nel club di Medellín e successivamente nella selezione nazionale. Dopo il campionato del mondo 1998 Gómez prende le redini dell'Ecuador, che guida nelle edizioni 2001 e 2004 della Copa América, e centra per la prima volta la storica qualificazione ai Mondiali di Corea del Sud-Giappone 2002. Dopo la Copa América 2004, Gómez si ferma per due anni, per prendere nel 2006 il posto di commissario tecnico della nazionale di calcio del Guatemala. Nel 2008 viene assunto dalla squadra partecipante al campionato di calcio colombiano dell'Independiente Santa Fe; il 4 maggio 2010 viene nominato commissario tecnico della Nazionale. Il 9 agosto 2011 presenta le dimissioni.
Il 15 febbraio 2014 viene nominato CT di Panama. Il 10 ottobre 2017, in seguito alla vittoria in rimonta per 2-1 contro la Costa Rica, Panama arriva terzo nel girone di qualificazione CONCACAF per Russia 2018, qualificandosi così per la prima volta alla fase finale di un mondiale.

## Controversie
Il 9 maggio 2001 gli hanno sparato un proiettile alla gamba a Guayaquil. A sparargli è stato il figlio dell'ex presidente dell'Ecuador Abdalá Bucaram in quanto Gómez si rifiutava di convocarlo.
Nel 2011 invece ha preso a pugni una donna in un pub; nonostante le scuse pubbliche, Gómez si è dimesso dal ruolo di CT della Colombia.

## Palmarès

### Allenatore

#### Competizioni internazionali
- Coppa Interamericana: 1

Atlético Nacional: 1989

#### Individuale
- Allenatore sudamericano dell'anno:1

1996